# Kana Momonogi
Kana Momonogi (桃乃木かな, Momonogi Kana), née le 24 décembre 1996 à Tokyo, est une idole féminine et une actrice pornographique,.

## Référence
1. ↑  « 🍭 恵比寿マスカッツ、 事実上解散となる現メンバー全員の卒業を発表＋ラストライブ開催決定 - Pop'n'Roll(ポップンロール) », sur popnroll.tv,‎ 10 juillet 2022 (consulté le 7 mai 2023)
2. ↑  徳間書店『アサヒ芸能』2023年5月18日特大号 16‐22頁